# Глід п'ятистовпчиковий
Глід п'ятиматочковий, Глід п'ятистовпчиковий (C. pentagyna W. K., синоніми: С. melanocarpa, С. colchica) — кущ або невелике деревце (3—4 м) родини розових (Rosaceae).

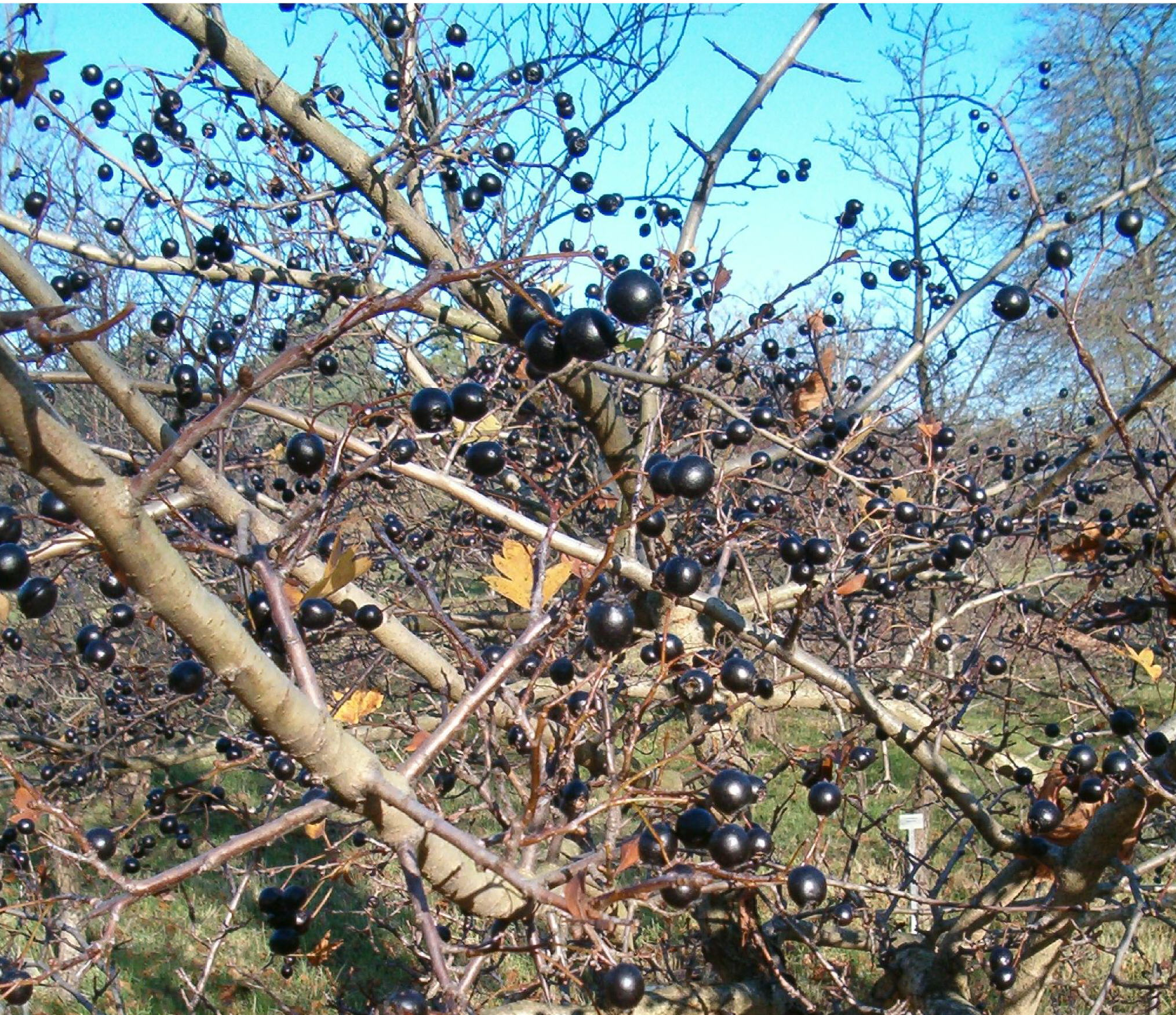
Стиглі ягоди Глоду п'ятиматочкового

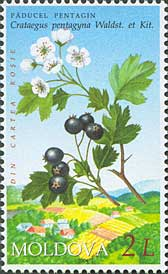
Молдовська марка із зображенням Глоду п'ятиматочкового

Відрізняється від глоду одноматочкового чорними плодами (6-12 мм у діаметрі), м'якуш плодів червоний з трьома-п'ятьма майже гладенькими тригранними кісточками. Поширений у лісостепових та північних степових районах. Росте в листяних лісах. Тіньовитривала рослина.
Молоді пагони волосисті, колючки нечисленні, близько 1 см завдовжки.
Листки широко-яйцюваті до яйцювато-трикутних, шкірясті, зверху зелені, зісподу — сіро-зелені, з обох боків волосисті. Нижні листки плодоносних пагонів трилопатеві, верхні — 5—7-лопатеві; листки неплідних пагонів 5—8-лопатеві, з великими косо-яйцюватими пилчасто-надрізаними прилистками.
Квітки двостатеві, правильні, З—5-стовпчикові, 5-пелюсткові білуваті, в негустих густо запушених щитках.
Плоди яблукоподібні, коротко-еліпсоїдні, чорні, з сизою поволокою і червоним м'якушем, з 3—5 кісточками.
Цвіте у травні — червні.

## Поширення
Вид поширений на півдні й південному сході Європи (Греція, Албанія, Боснія, Болгарія, Сербія, Хорватія, Македонія, Словаччина, Румунія, Угорщина, Молдова, Україна, пд.-зх. Росія) й прилеглих територіях Азії (Туреччина, Азербайджан, Грузія, Вірменія, Туркменістан, Іран, Ірак).
В Україні росте у світлих лісах, чагарниках, на узліссях — у лісостепу, у степу й Криму спорадично.
Заготівля і зберігання, хімічний склад, фармакологічні властивості і використання, лікарські форми і застосування — усе так, як у статті Глід криваво-червоний.